# Принципи політичної економії (Томас Мальтус)
«Принципи політичної економії, розглянуті з точки зору їхнього застосування» (англ. Principles of Political Economy Considered with a View to their Applications), у скороченому варіанті «Принципи політичної економії», були написані британським політичним економістом XIX століття Томасом Мальтусом у 1820 році. Мальтус написав твір як відповідь на «Про принципи політичної економії та оподаткування» Девіда Рікардо. Хоча основна увага у роботі приділена поясненню причин економічної депресії у Європі, Мальтус спрямував свій науковий інтерес й на дослідження факторів ціни та вартості товарів.

## Огляд твору
У «Принципах політичної економії» Мальтус спростовує роботу Девіда Рікардо, а також відкидає ідею Жана-Батіста Сея про те, що пропозиція породжує власний попит (відома як закон Сея) Закон Сея підкреслює думку, що немає тенденції до депресії, оскільки зі збільшенням пропозиції люди, природно, будуть пред'являти більший попит. Сей вважав, що надлишок пропозиції певних товарів спричинить брак пропозиції інших товарів, що створить нову економічну рівновагу. Мальтус стверджував, що пропозиція не генерує власного попиту, і що надлишок пропозиції може призвести економіку до рецесії. Мальтус розглядав виробництво та попит як незалежні складові економічних стосунків. Кожна з цих величин визначаються власними факторами. З цього Мальтус зформував ідею «платоспроможного попиту» (англ. effective demand), яка згодом стає популярною у кейнсіанській економіці. «Ефективний попит» постулює, що споживачі купують більшу чи меншу кількість товару залежно від ціни, яку фірма встановлює за нього. Ідея Мальтуса припускає, що кількість поставлених товарів може бути результатом попиту.
Далі Мальтус стверджував, що економіка має тенденцію рухатися до рецесії, оскільки продуктивність праці зростає швидше, ніж попит. Мальтус пропонував збільшити державні витрати та приватні інвестиції на предмети розкоші для подолання рецесії. Ця ідея прямо суперечить уявленням Рікардо та Сея про те, що економіка буде відновлювати рівновагу шляхом зміни попиту.

## Друге видання
Друге видання «Принципів політичної економії» Мальтуса було надруковане в 1836 році Після публікації першої версії Адам Сміт розвиває думку, що властива об'єкту цінність пов'язана з працею, яка пішла на його створення (трудова теорія вартості). Крім того, Сміт створює уявлення про те, що ціна товару також рухається у напрямку ціни інших товарів. Після ретельного вивчення Мальтус приймає теорію вартості Сміта. Цей новий процес мислення суперечить його попередньому переконанню, що не існує точного способу виміряти вартість об'єкту.
Хоча цей новий висновок вимав перегляду лише шостого та сьомого розділів другої глави праці, Мальтус використав цю нову ідею як привід для перегляду усієї своєї книги. Здебільшого його доповнення просто уточнюють розділи та оминують ідеї, більш чіткі викладені у інших розділах. Він не змінює жодної зі своїх основних ідей у цьому творі. Мальтус помер до публікації нового видання, але вважається, що він вніс усі задумані зміни. Пізніше його роботи були зібрані та опубліковані у 1836 р.

## Відгуки та критика
Книга Мальтуса отримала неоднозначні відгуки від інших економістів того часу. Британський економіст ХХ століття Джон Мейнард Кейнс вважається шанувальником творчості Мальтуса. Фактично його навіть цитують, кажучи: «Якби Мальтус, а не Рікардо, був вихідним елементом, з якого виходила економіка XIX століття, яким би набагато мудрішим й багатшим місцем був сьогоднішній світ!» «Принципи політичної економії» вплинули на багато ідей Кейнса, які стали основою кейнсіанської економіки Хоча Мальтусу не вдалося поєднати довгострокову криву попиту та пропозиції як шлях встановлення природної ціни товару, Мальтус є одним із перших, хто описав природну ціну товару (англ. natural price). Кейнс використав цю ідею, а також підхопив концепцію державних витрат Мальтуса під час економічної кризи. Кейнс цитує цей розділ книги Мальтуса як «майстерний виклад умов, які визначають оптимум заощаджень у реальній економічній системі, в якій ми живемо». Однак Кейнс також критикує Томаса Мальтуса. Він звинувачує роботу Мальтуса у тому, що він «не може чітко пояснити (крім апеляції до фактів загального спостереження), як і чому ефективний попит може бути недостатнім або надмірним».
Джон Стюарт Мілль, британський економіст XIX століття, також критикує «Принципи політичної економії» Мальтуса. Він називає роботу Мальтуса «здебільшого пустотливою доктриною» й висміює Мальтуса за переконання, що державне втручання є адекватним рішенням для подолання економічного спаду. Мілль обгрунтовує свій підхід тим, що уряд занадто корумпований й що моральна людина не прийме урядової допомоги. Крім того, він підкреслює, що закон Сея є точним та виправданим у економічних дослідженнях. Вільям Блейк, інший економіст того часу, дотримується протилежної думки відносно думуки Мілля. Блейк вітає ідею Мальтуса про державні витрати задля стимулювання економіки. Без запропонованого Мальтусом урядового втручання, Блейк вважає, що економіка залишиться у депресії.

## Вплив
На момент публікації робота Мальтуса не спричинила багатьох економічних суперечок.  Насправді багато хто заперечував ідеї Мальтуса щодо рецесії.  Закон Сея був на той час найбільш поширеною теорією завдяки своїй популярності. Книга Мальтуса не привернула особливої уваги, аж до настання Великої депресії, й усвідомлення того, що економічні депресії трапляються насправді.  Після цього економісти, такі як Джон Мейнард Кейнс, почали глибше вивчати ідеї Мальтуса та використовувати їх у власних роботах.